# Camillo Sitte

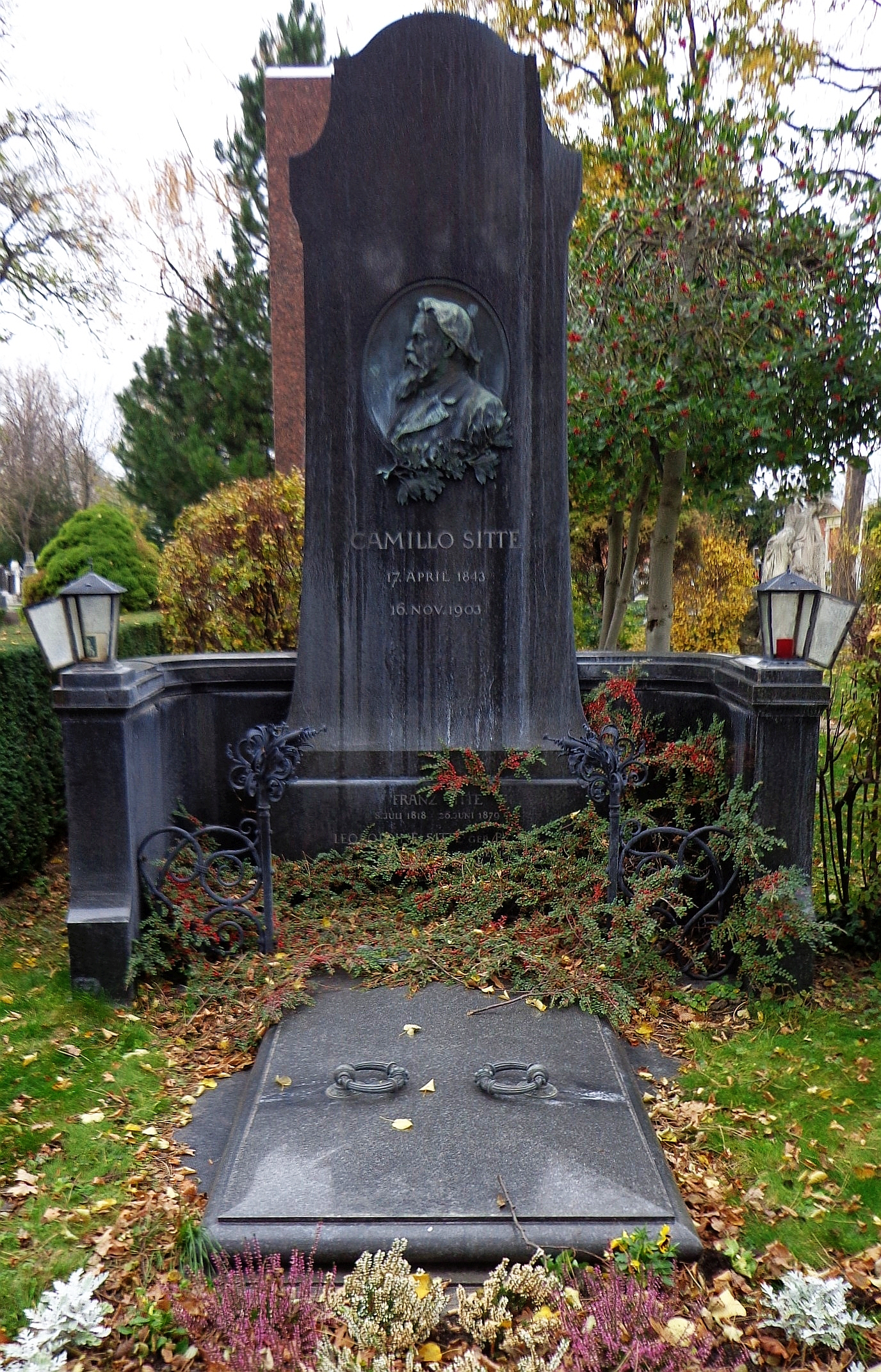
Grobowiec Camillo Sitte na Cmentarzu Centralnym w Wiedniu

Camillo Sitte (ur. 17 kwietnia 1843 w Wiedniu, zm. 16 listopada 1903 tamże) – austriacki urbanista, architekt i malarz, czynny zwłaszcza w wielu miastach Czech. Twierdził, że koncepcja ograniczonej przestrzeni może nadać jej szczęśliwą i mieszkalną strukturę. Zwrócił uwagę na skalę, proporcję, rozległość i odległość ścian. Był twórcą pojęć agorafobia i klaustrofobia. Pochowany został na Cmentarzu Centralnym w Wiedniu.